# Гай Атилий Серран (претор 218 года до н. э.)
Гай Атилий Серран (лат. Gaius Atilius Serranus) — римский военачальник и политический деятель, претор 218 года до н. э.

## Биография
Гай Атилий был, вероятно, сыном Гая Атилия Регула Серрана, консула 257 и 250 годов до н. э. В 218 году, когда началась Второй Пунической войны, он был одним из четырёх преторов и по поручению сената отправился в Северную Италию для усиления армии своего коллеги Луция Манлия Вульсона, который был атакован галльским племенем бойев.
Позже, в том же году, Серран и Манлий передали командование армией консулу Публию Корнелию Сципиону, вернувшемуся из Галлии для противодействия Ганнибалу в Италии. В 216 году Серран выставлял свою кандидатуру на должность консула, но избран не был.